# Ophrestia oblongifolia
Ophrestia oblongifolia là một loài thực vật có hoa trong họ Đậu. Loài này được (E.Mey.) H.M.L.Forbes miêu tả khoa học đầu tiên.